# NS 1300 (elektrische locomotief)
De NS-locserie 1300 is een elektrische locomotief die tussen 1952 en 2000 werd ingezet door de Nederlandse Spoorwegen en vanaf 2015 door HSL Logistik. 

## Geschiedenis

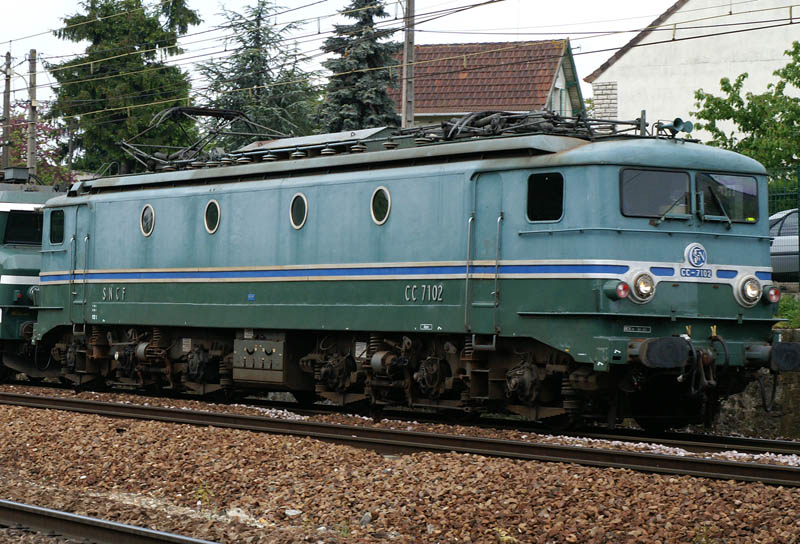
Het Franse voorbeeld: de serie CC 7100 van de SNCF.

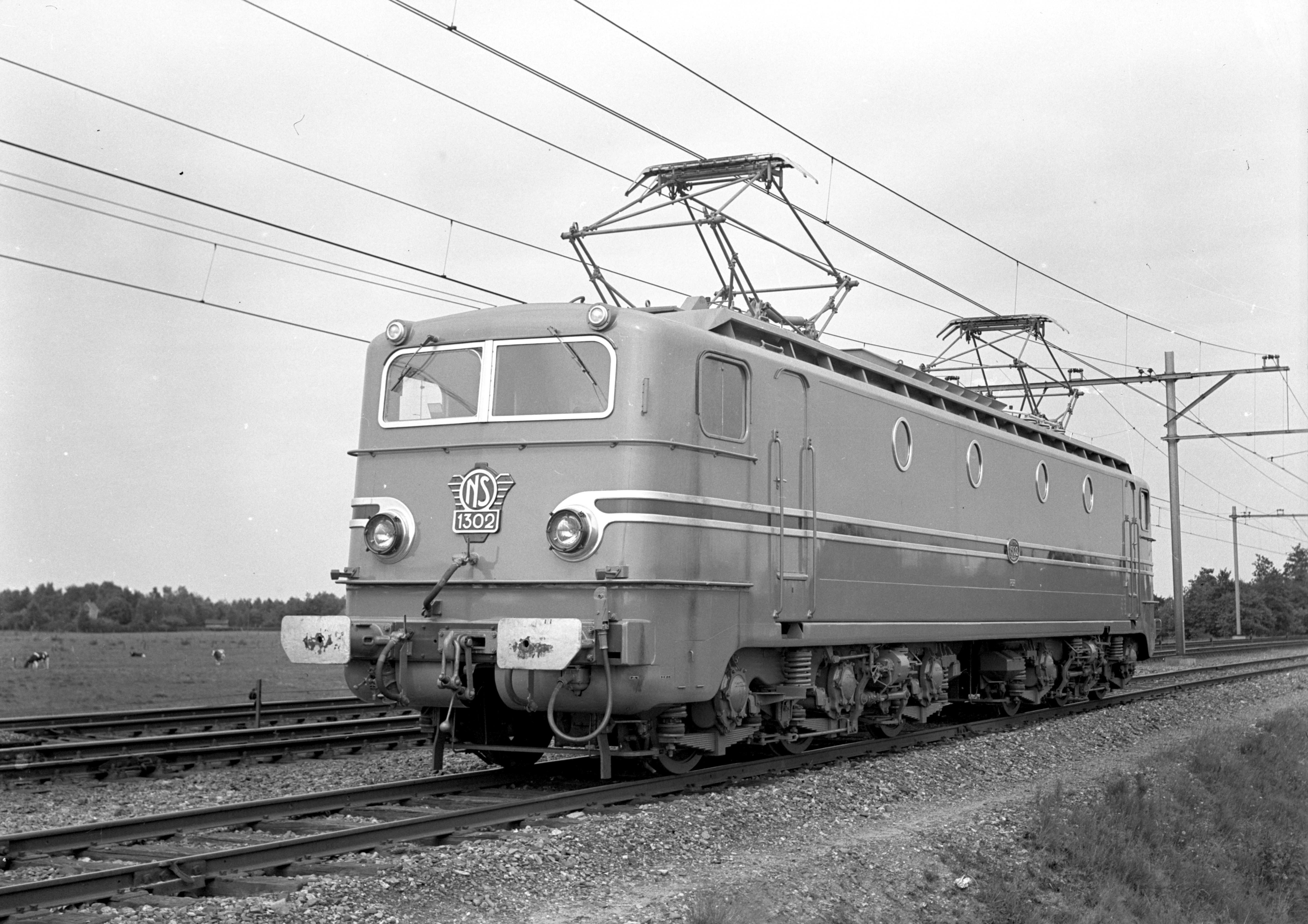
Elektrische locomotief NS 1302 in de afleveringskleur turkoois. Stroe; 4 juli 1952.

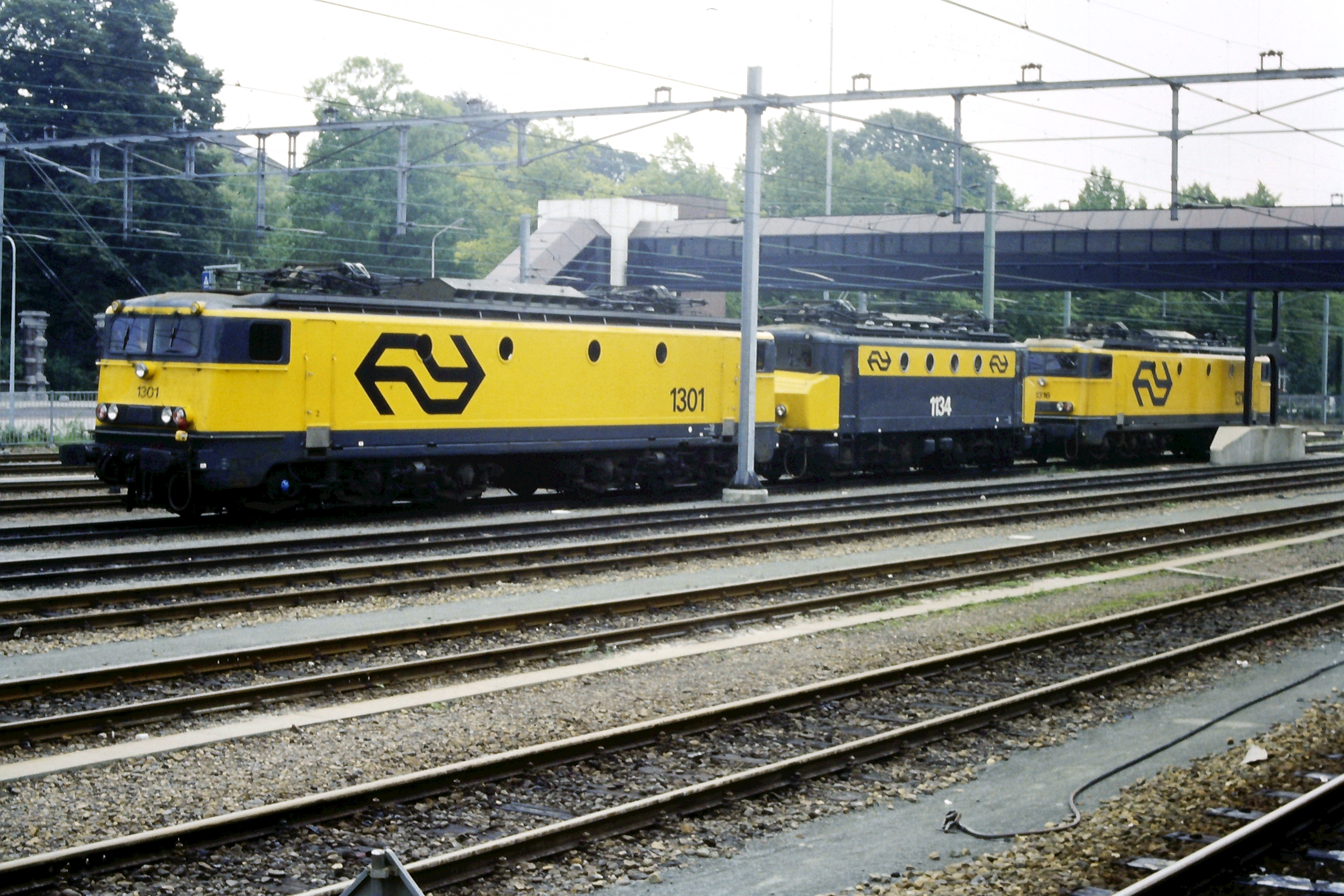
Drie Alsthom-locomotieven in geel/grijze uitvoering: NS 1301 + NS 1134 + NS 1316 te Maastricht.

Naast de 60 locomotieven van Franse makelij van de serie 1100 ontving de NS in de jaren vijftig 16 locs uit Frankrijk van een grotere zesassige uitvoering met zes tractiemotoren van hetzelfde type als de vier van de serie 1100. De asindeling was Co'Co', dat wil zeggen twee drieassige draaistellen met aandrijving op alle assen afzonderlijk. Doordat de buffers en schroefkoppelingen aan de locomotiefkast waren bevestigd en niet - zoals bij de 1100 - aan het draaistel, liep de 1300 rustiger dan de soms hevig slingerende 1100.
De 1300-en werden gebouwd door Alsthom te Belfort. Uit dezelfde fabriek kwamen ook de 1100-en, de NS 2400 en later de series 1600 en 1700. In 1952-'53 werden tien exemplaren van dit type aan de NS geleverd. Net als de 1100-en waren zij bij aflevering turkoois geschilderd.
De locomotieven zijn afgeleid van de serie CC 7100 van de Franse spoorwegen (SNCF). Zij werden in de jaren vijftig ook geëxporteerd naar vijf andere landen, waaronder Spanje (serie 276 van de RENFE), Marokko en China. De Franse CC 7107 werd in 1955 beroemd toen deze het wereldsnelheidsrecord op rails vestigde met een snelheid van 331 km/u. Pas in 1981 was de TGV nog sneller.
De 1301 maakte in 1952 zijn eerste ritten bij de opening van de elektrische treindienst op de spoorlijnen van Zwolle naar Groningen en Leeuwarden.
Al in 1953 sneuvelde de 1303 door een spoorwegongeval bij Weesp. Een in aanbouw zijnde CC 7100 werd ter vervanging aan de NS geleverd met het nummer 1311, zodat er weer tien exemplaren beschikbaar waren. De 1311 raakte later betrokken bij een groot spoorwegongeval bij Schiedam in mei 1976, maar werd hersteld.
De 1312-1316 werden als nabestelling geleverd in 1956. Vanaf de 1312 werden de locs niet meer turkoois, doch in Berlijns blauw afgeleverd. In die kleur waren de tien eerdere 1300-en toen al overgeschilderd. Met de inmiddels geleverde series 1100, 1200 en 1300 beschikte de NS toen over honderd moderne elektrische locomotieven.
De 1300 was jarenlang de sterkste loc van de NS en kon dus voor alle diensten worden ingezet, maar reed voornamelijk (zware) goederentreinen. Hoge snelheden, zoals bij het record in Frankrijk, heeft dit locomotieftype in Nederland nooit behaald.
Nadat de 1300-en vanaf 1955-'56 Berlijns blauw waren geweest, werden zij in de jaren zeventig in de toen nieuwe NS-huisstijl geel-grijs geschilderd, waarbij het grijs overheerste. Halverwege de jaren tachtig ondergingen de 1300-en, net als de 1200-en, een levensduurverlenging zodat ze nog konden blijven rijden tot de komst van de 1700-en in de jaren negentig. Hierbij werden de locs (bijna) geheel geel geschilderd met een groot NS-logo op de zijwanden. De frontseinen werden vervangen door een balk met front- en sluitseinen. In 1999 gingen de laatste 1300-en na 47 jaar buiten dienst en de meeste locs werden gesloopt in 2004. Vier exemplaren bleven vanaf 2000 bewaard als museumlocomotieven.

## Museumlocs
Van de 16 exemplaren die deze serie geteld heeft zijn er vier behouden gebleven voor museumdoeleinden:
- De 1302 en 1312 zijn bewaard in de collectie van het Nederlands Spoorwegmuseum.
- De 1304 en 1315 zijn bewaard bij de Werkgroep loc 1501 / Stichting Klassieke Locomotieven. De 1315 is in maart 2013 overgebracht naar SVG Eisenbahn-Erlebniswelt in Horb am Neckar in de buurt van Stuttgart in Duitsland. In september 2015 keerde deze loc terug in Nederland.

## Tweede leven bij HSL Logistik
De 1304 en 1315 werden vanaf zomer 2015 verhuurd aan goederenvervoerder HSL Logistik. De 1304 werd vervolgens bruin geschilderd, met vier oranje horizontale strepen, en kwam in dienst in november 2015. In februari 2016 werd de loc defect aan de kant gezet met een vaststaande as/tractiemotor. Sindsdien staat de 1304 in Blerick te wachten op restauratie. De loc zal een tractiemotor van loc 1122 ontvangen om de 1304 weer rijvaardig te maken. De 1315 is niet ingezet bij HSL en heeft een tijd in Blerick gestaan. HSL Logistik kreeg op 12 april 2017 van de Inspectie Leefomgeving en Transport (ILT) een verbod om nog op het spoor te rijden.

## Fairtrains
Sinds december 2018 is de 1304 na reparatie weer dienstvaardig en wordt door de stichting Fairtrains ter verhuur voor incidentele ritten aangeboden. Fairtrains treedt hierbij op als voertuighouder, zorgt voor bevoegd personeel en is verantwoordelijk voor toelating op het Nederlandse spoorwegnet, terwijl de loc in eigendom blijft bij de Werkgroep 1501. Na te zijn gereviseerd is ook de 1315 vanaf februari 2020 weer dienstvaardig en voor verhuur beschikbaar. In het najaar van 2020 is de loc Berlijns blauw geschilderd, geïnspireerd op de kleur die hij tussen 1956 en 1975 had.

## Modelspoor
De NS 1300 is door verschillende modelspoorproducenten op de markt gebracht in de schalen N (1:160) en H0 (1:87).
Rivarossi heeft de 1300 zowel voor 3-rail wisselstroom als 2-rail gelijkstroom gefabriceerd in het blauw, geel/grijs en geel. De 1316 was ook leverbaar met een geluidsdecoder.
Lima heeft een 1300 in het blauw, geel/grijs, geel en turkoois gefabriceerd. Electrotren heeft een 1300 in het turkoois, blauw, geel/grijs en geel gefabriceerd.
Verder had Jouef een simpel model van een 1300 in het blauw en later ook in geel/grijs, dat geldt ook voor het Spaanse merk Ibertren waarvan de kap en draaistellen naar Spaans (Renfe 7671) voorbeeld waren gemaakt. Ibertren heeft ook een 1300 in schaal N gefabriceerd.
Het exclusieve Nederlandse merk Philotrain heeft handgemaakte messing modellen gefabriceerd in het turkoois, blauw en geel, in de schalen H0 en spoor 0.
In 2018 heeft Artitec in samenwerking met REE-Models een nieuwe 1300 uitgebracht in DC- en AC-uitvoering en sound met bewegende stroomafnemers in turquoise (1305), Berlijns blauw (1304/1308/1310) en geel/grijs (1315).

## Locomotieven
In navolging van de 1600-en kregen alle locs van de serie 1300 na hun renovatie in de jaren tachtig een naam. Hieronder de lijst van de locomotieven met bijbehorende naam.
| Nummer | In dienst | Wapen               | Buiten dienst     | Status | Foto |
| ------ | --------- | ------------------- | ----------------- | --- | ---- |
| 1301   | 1952      | Dieren              | 1999              | Gesloopt in 2004 |      |
| 1302   | 1952      | Woerden             | 2000              | Museumloc van het Nederlands Spoorwegmuseum sinds 2000. Opgeslagen in Blerick.                                                             |      |
| 1303   | 1952      | n.v.t.              | 1953 (na ongeval) | Gesloopt in 1953 |      |
| 1304   | 1952      | Culemborg           | 2000              | Museumloc van Werkgroep 1501 sinds 2000. In 2015-'16 in gebruik bij HSL Logistik in bruine kleur. Sinds eind 2018 ingezet door Fairtrains. |      |
| 1305   | 1952      | Alphen aan den Rijn | 1999              | Gesloopt in 2004 |      |
| 1306   | 1952      | Brummen             | 1999              | Gesloopt in 2004 |      |
| 1307   | 1952      | Etten-Leur          | 1999              | Gesloopt in 2004 |      |
| 1308   | 1952      | Nunspeet            | 1999              | Gesloopt in 2003 |      |
| 1309   | 1952      | Susteren            | 1999              | Gesloopt in 2004 |      |
| 1310   | 1952      | Bussum              | 1999              | Gesloopt in 2004 |      |
| 1311   | 1953      | Best                | 1999              | Gesloopt in 2004 |      |
| 1312   | 1956      | Zoetermeer          | 2000              | Museumloc van het Nederlands Spoorwegmuseum sinds 2000                                                                                     |      |
| 1313   | 1956      | Uitgeest            | 1998              | Gesloopt in 2004 |      |
| 1314   | 1956      | Hoorn               | 1997              | Gesloopt in 2004 |      |
| 1315   | 1956      | Tiel                | 2000              | Museumloc van Werkgroep1501 sinds 2000. Is sinds februari 2020 weer rijvaardig en wordt ingezet door Fairtrains                            |      |
| 1316   | 1956      | Geldermalsen        | 1997              | Gesloopt in 2004 |      |